# Израильский центр экзаменов и оценок
Израильский центр экзаменов и оценок (ИЦЭО, ивр. מרכז ארצי לבחינות ולהערכה‎) — некоммерческая организация, основанная по решению совета глав университетов Израиля для централизованной разработки, подготовки и проведения вступительных экзаменов в высшие учебные заведения Израиля.
ИЦЭО был основан в 1981 году как некоммерческое партнёрство (амута), членами которой являются все университеты, состоящие в совете глав университетов Израиля, с тем, чтобы сконцентрировать разработку норм для вступительных экзаменов, улучшить их способность оценивать академический потенциал абитуриентов и сделать вступительные экзамены едиными для всех ВУЗов. Каждый год ИЦЭО оценивает около 80 тысяч абитуриентов, разрабатываются и улучшаются более десяти видов тестов, экзаменов и систем оценки, в том числе:
- Психометрический вступительный экзамен — основной вступительный экзамен в ВУЗы Израиля.
- Тесты по оценке владения ивритом и английским — от них зависит распределение студентов по уровням требуемых языковых курсов.
- Экзамен по математике — требуется некоторыми факультетами в дополнение к психометрическому вступительному экзамену
- Системы оценки специальных и не-когнитивных навыков, такие как оценка личностных качеств абитуриентов медицинских факультетов и диагностика расстройств обучения (дислексии, дизграфии и т. п.)

Научные сотрудники центра публикуют работы по различным аспектам психометрии.